# 巴音库鲁提镇
巴音库鲁提镇，是中华人民共和国新疆维吾尔自治区克孜勒苏柯尔克孜自治州乌恰县下辖的一个乡镇级行政单位。2020年12月30日，新疆维吾尔自治区自治区人民政府同意撤销乌恰县巴音库鲁提乡建制，设立巴音库鲁提镇，隶属关系，行政区域不变，镇政府驻地迁移至吐尔尕特口岸西侧的易地扶贫搬迁点。

## 行政区划
巴音库鲁提镇下辖以下地区：
巴音库鲁提村和克孜勒阿根村。